# Qadah-e Pain
Qadah-e Pain (em persa: قدح پائين, também romanizada como Qadaḩ-e Pā’īn) é uma aldeia do distrito rural de Maspi, no condado de Abdanan, da província de Ilam, Irã.
No censo de 2006, sua população era de 23 habitantes, em 5 famílias.